# Everard Barreto
Everard Barreto de Andrade, ou simplesmente Everard Barreto (,  — , ) foi um político brasileiro, prefeito da cidade de Nova Friburgo.
Everard, casado com Edith Monnerat Barreto de Andrade, fez parte da Corte do Tribunal de Justiça do Antigo Estado do Rio de Janeiro no período compreendido entre 6 de dezembro de 1951 e 5 de setembro de 1959.
Quando da criação da Prefeitura Municipal de Nova Friburgo, Everard Barreto, tornou-se o primeiro Prefeito do município nomeado, quando exercia a função de Promotor Público. Governou entre 28 de agosto de 1916 a 29 de maio de 1917. Apesar do escasso tempo em que exerceu a função executiva, e de encontrar o País conturbado em sua indecisão de participar da Primeira Guerra Mundial, Everard Barreto procurou realizar à frente do Poder Executivo, obras de vulto. Sem se descuidar da Instrução Pública, iniciou a pavimentação das principais ruas da cidade.